# Кожедров, Пётр Павлович
Пётр Павлович Кожедров (1927—2011) — советский передовик производства в авиационной промышленности. Герой Социалистического Труда (1974).

## Биография
Родился 27 июня 1927 года в селе Новые Кельцы Корневской волости Скопинского уезда Рязанской губернии (ныне — Скопинский район Рязанской области) в крестьянской семье.
В 1931 году родители переехали из деревни в рабочий посёлок Калининский, Московской области. В 1940 году окончил шесть классов начальной школы и поступил учиться в ремесленное училище при Заводе № 8 имени М. И. Калинина, который являлся в те годы головным предприятием по производству авиационных пушек.
С 1941 года с началом Великой Отечественной войны был эвакуирован вместе с заводом в город Свердловск, где уже через два месяца было запущено производство зенитных, а также танковых пушек. П. П. Кожедров проработал фрезеровщиком цеха № 6 на заводе всю войну.
С 1946 года трудился слесарем цеха № 6, а в феврале 1948 года снова сменил специальность и перешёл на работу помощником сталевара и сталеваром электропечей цехов № 5, 6 и 16 Свердловского машиностроительного завода имени М. И. Калинина, регулярно добивался в своей работе высоких производственных показателей, перевыполнял план, при этом обеспечивая высокое качество продукции. За сохранение в течение года звания «Ударник коммунистического труда» дважды — в 1958 и в — 1967 году был занесён в заводскую «Книгу почёта».
22 июля 1966 года «за успешное выполнение плана 1959—1965 годов, создание и производство новых видов техники» Указом Президиума Верховного Совета СССР П. П. Кожедров был награждён Орденом Ленина.
16 января 1974 года «закрытым» Указом Президиума Верховного Совета СССР «за выдающиеся успехи в выполнении и перевыполнении планов 1973 года и принятых социалистических обязательств» Пётр Павлович Кожедров был удостоен звания Героя Социалистического Труда с вручением Ордена Ленина и золотой медали «Серп и Молот». П. П. Кожедров был одним из восьми Героев Социалистического Труда этого оборонного предприятия.
С 1989 года на пенсии. Жил в городе Свердловске. Умер 16 июля 1994 года. Похоронен на Северном кладбище Екатеринбурга.

## Награды
- Медаль «Серп и Молот» (16.01.1974)
- Орден Ленина (22.07.1966, 16.01.1974)